# Sinal de Halban
Sinal de Halban é um sinal clínico que pode surgir devido à intensificação da nutrição dos folículos pilosos com a gravidez e refere-se ao aparecimento de pêlos finos e macios (lanugem) geralmente na face e/ou couro cabeludo.